# エミール・バヤール
エミール・バヤール (仏：Émile Bayard、1837年11月2日 - 1891年12月6日) はフランスの画家、装飾家、イラストレーター。
幅広い分野で活躍し、近代においてもヴィクトル・ユーゴーの『レ・ミゼラブル』に描いた挿絵がよく知られている。

## 略歴
エミール・バヤール（本名：Émile-Antoine Bayard）は、1837年11月2日にフランス中北部のセーヌ＝エ＝マルヌ県ラ・フェルテ＝スー＝ジュアール（La Ferté-sous-Jouarre）で生まれた。
彼はレオン・コニエの弟子であり、ギュスターヴ・ドレの同時代人だった。バヤールはドレと同じく15歳で画家としての仕事を始め、1853年から1861年にかけて木炭画を描いた。それらのほとんどは馬に関するものだった。
その後、新聞や定期刊行物にイラストを描くようになり、それらは「ル・ジュルナル・ドゥ・ラ・ジュネス」、「ル・トゥール・デュ・モンド」、「イリュストラシオン」、「Journal pour rire」、「ジュルナル・デ・ヴォヤージュ」などに発表された。
また、バヤールは歴史家のオーギュスタン・シャラメルの著書『世紀のアルバム』(Album du Centenaire) 制作のために組織された、ジュール・フェラなど総勢十二名からなる画家・版画家のチームに参加し、標題紙のイラストも描いている。
そんな折、かねてより彼の才能を高く買っていた出版者のルイ・アシェットが、バヤールに小説、とくに子供向けのシリーズである「Bibliothèque Rose」の挿絵を描くよう依頼した。彼のイラストは、セギュール夫人『せむしのフランソワ』や『ドゥラキン将軍』、ハリエット・ビーチャー・ストウの『アンクル・トムの小屋』、ダニエル・デフォーの『ロビンソン・クルーソー』、ヴィクトル・ユーゴーの『レ・ミゼラブル』などを飾った。
また、ピエール＝ジュール・エッツェルも、彼にジュール・ヴェルヌの『月世界へ行く』（Autour de la Lune）やエクトール・アンリ・マロの『家なき子』、『海の子ロマン』の挿絵を依頼した。
彼は時事的な題材も採り上げ、1870年の普仏戦争や「ワーテルローの戦いの後」などの戦争画、風俗画の「女性の決闘」、肖像画「フランケッティ司令官の肖像」「モンブリソン大佐の肖像」などを描いた。
その一方で、18世紀様式の装飾画も手がけ、それらはパリのパレ・ロワイヤルのロビーを飾った。
バヤールは1891年12月6日、エジプトのカイロで死去した。バヤールの同名の息子であるÉmile Bayardは、学術調査員およびエッセイストであり、写真家やデザイナーとしても活動した。

## 作品

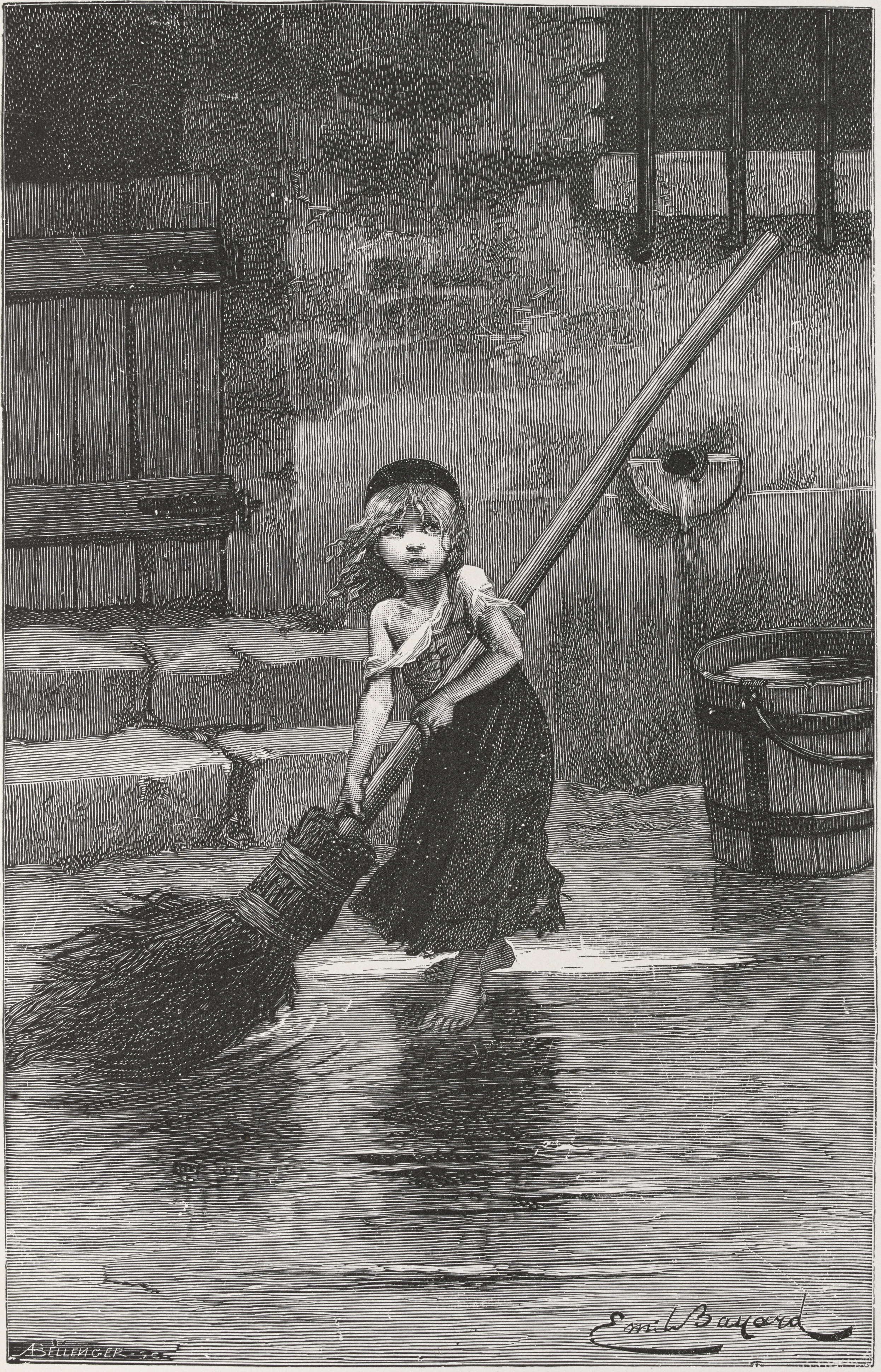
ユゴー『レ・ミゼラブル』
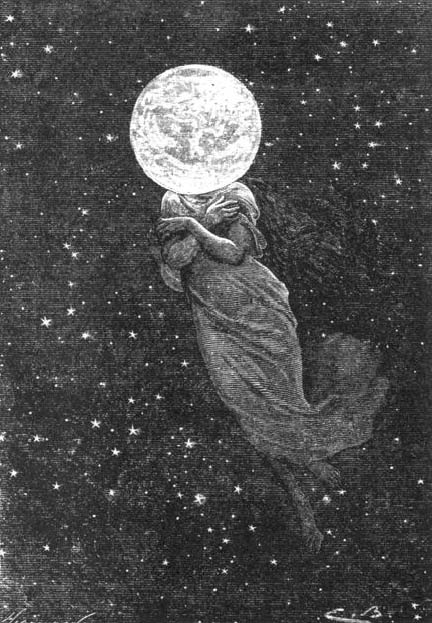
ヴェルヌ『月世界へ行く』
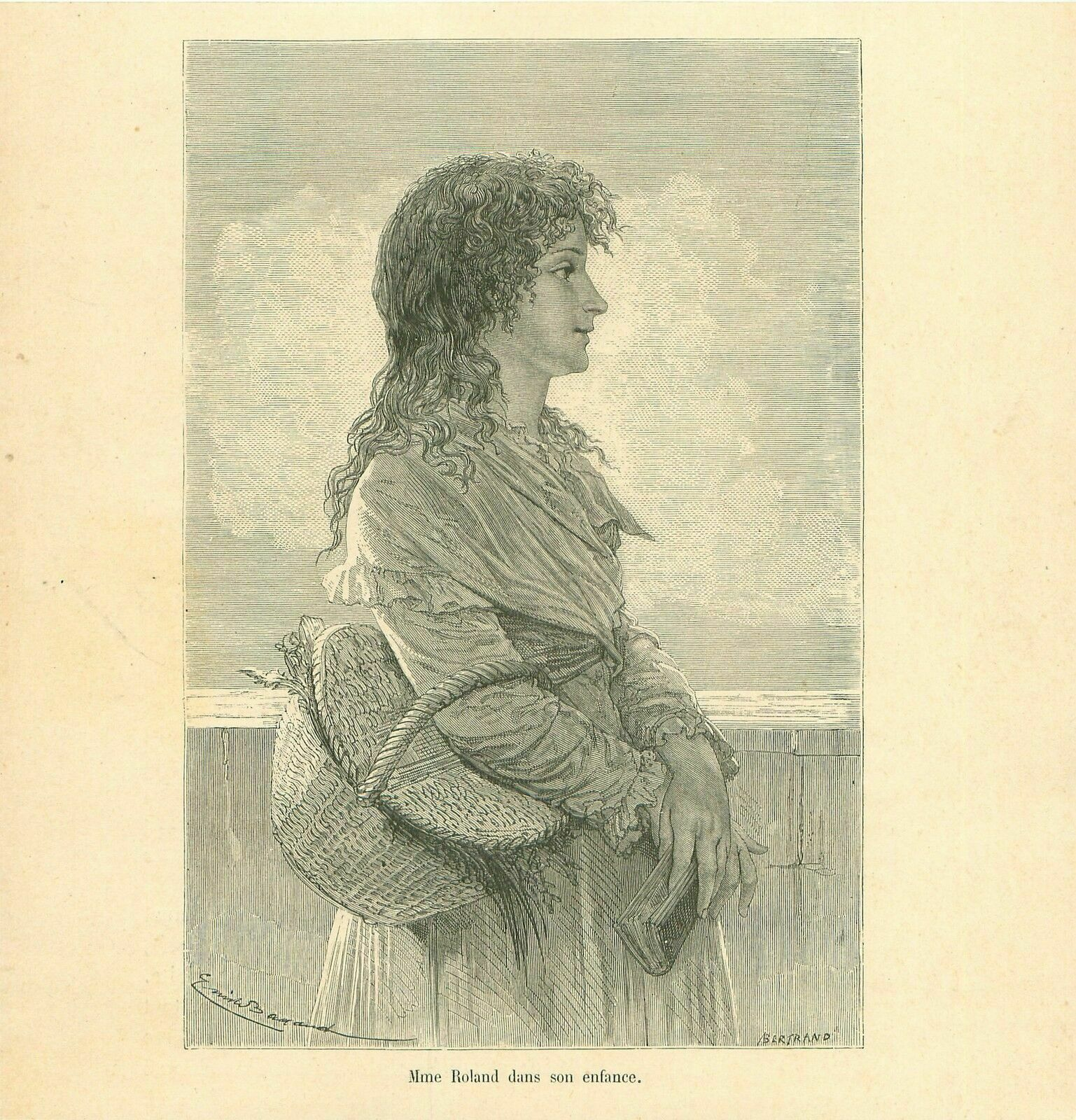
『ロラン夫人の肖像』
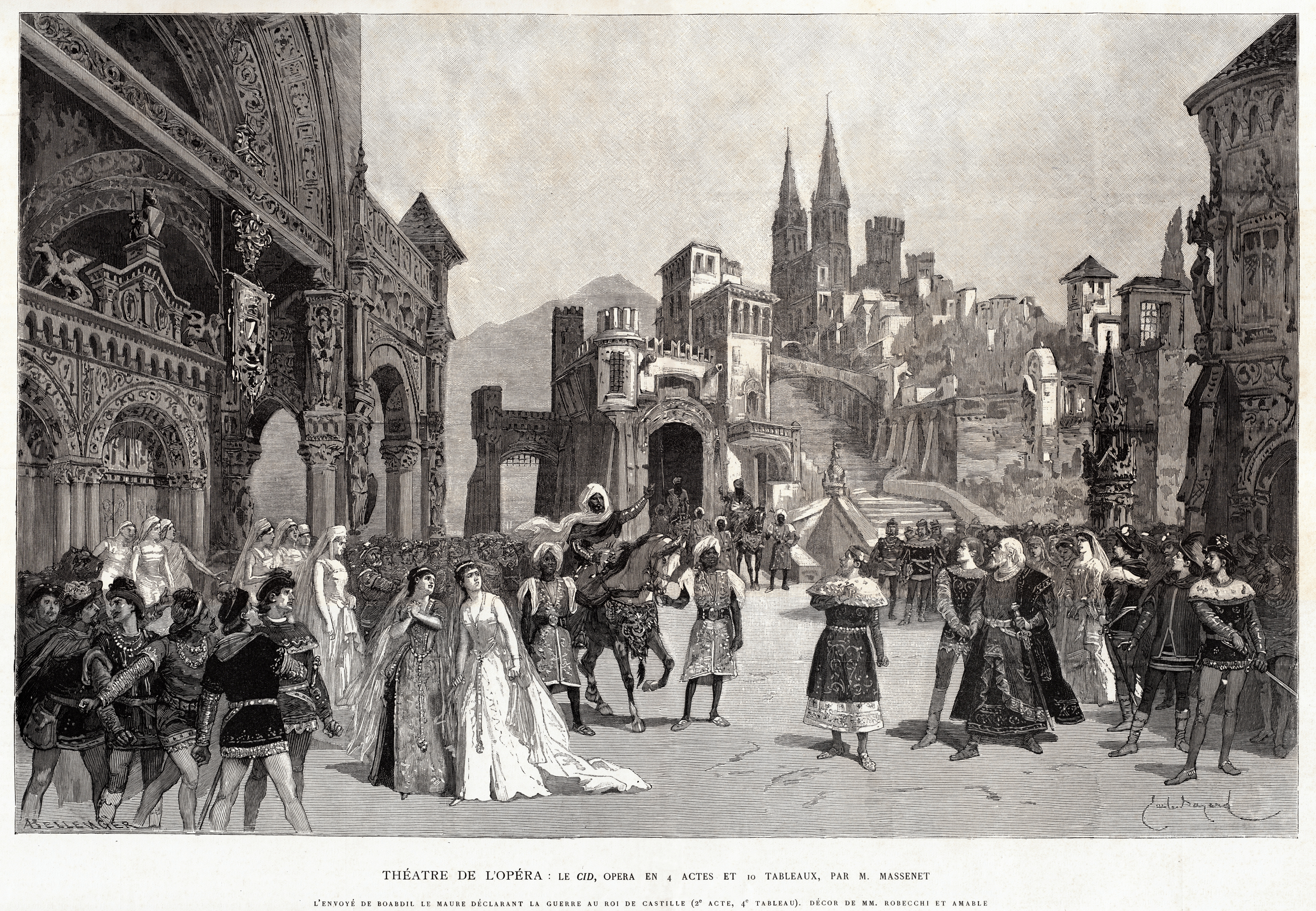
マスネ『ル・シッド』
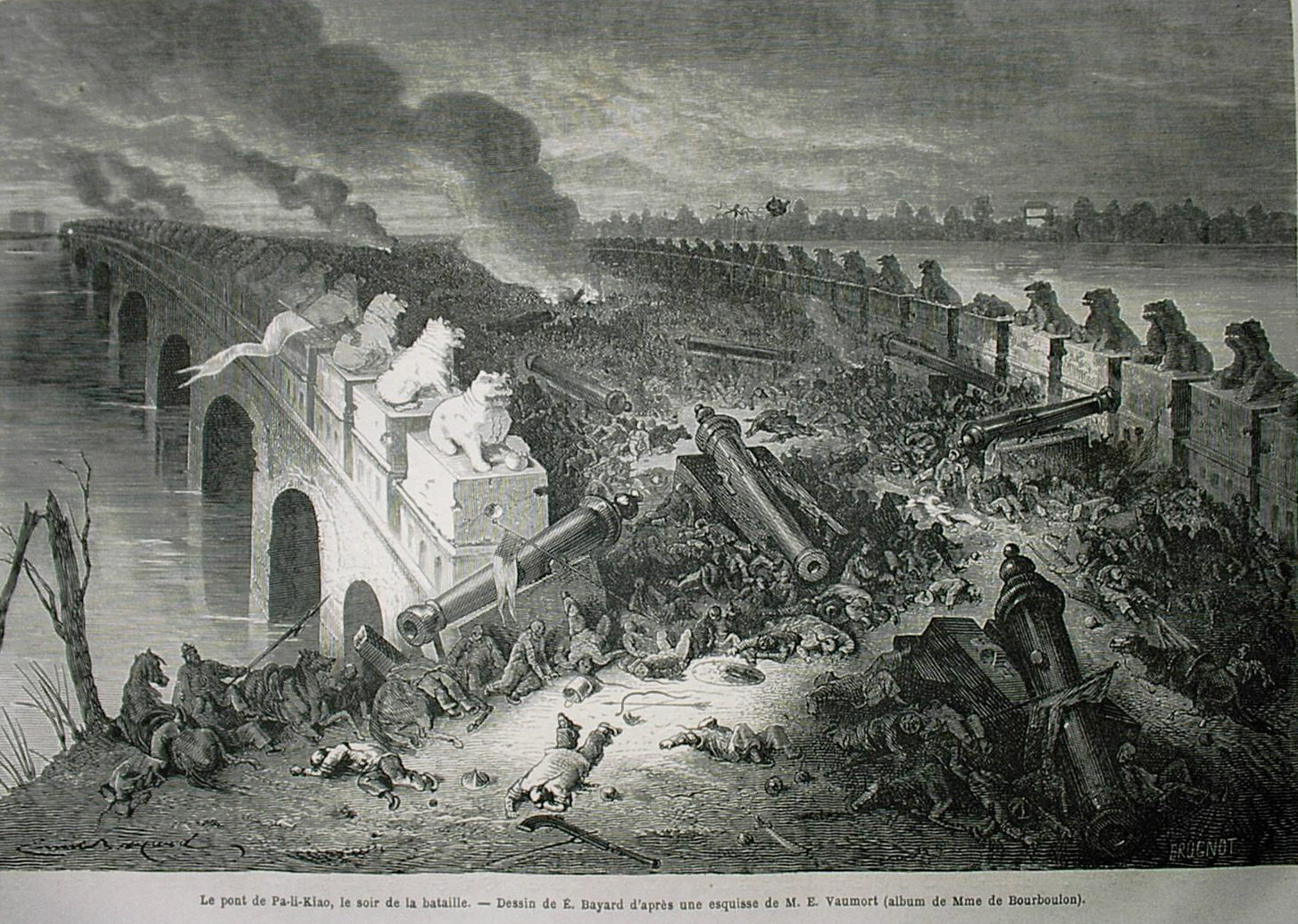
『八里橋の戦い』

### 日本語版の挿絵本
※ 作品集は挿絵を描いた作品名を付記。
ヴィクトル・ユーゴー
- 『レ・ミゼラブル』豊島与志雄訳、岩波文庫（全4巻）1987年改版
  - バヤール以外の画家の作品も含む。
- 『レ・ミゼラブル』清水正和編訳、福音館古典童話シリーズ 31,32（全2巻）1996年初版
  - バヤール以外の画家の作品も含む。

ジュール・ヴェルヌ
- 『月世界へ行く』江口清訳、創元SF文庫　1964年初版
- 『地球から月へ 月を回って 上も下もなく』石橋正孝訳、インスクリプト　2017年初版
  - 「月を回って」
- 『永遠のアダム』江口清訳、文遊社　2013年初版
  - 「空中の悲劇」

エクトール・アンリ・マロ
- 『家なき子』村松潔訳、新潮文庫（全2巻）2019年初版